# Kanton Saint-Chély-d'Aubrac
Saint-Chély-d'Aubrac is een voormalig kanton van het Franse departement Aveyron. Het kanton werd, bij toepassing van het decreet van 21 februari 2014, op 22 maart 2015 opgeheven en beide gemeenten werden opgenomen in het nieuwe kanton Aubrac et Carladez. Het kanton maakte deel uit van het arrondissement Rodez.

## Gemeenten
Het kanton Saint-Chély-d'Aubrac omvatte de volgende gemeenten:
- Condom-d'Aubrac
- Saint-Chély-d'Aubrac (hoofdplaats)